# Relationer mellan Filippinerna och Malaysia
Filippinerna och Malaysia är grannländer och är båda medlemmar i ASEAN och har en djup relation. Filippinerna öppnade en legation i Kuala Lumpur 1959.
I december 2013 var Malaysia Filippinernas elfte största handelspartner. År 2013 besökte 109 437 malaysiska turister Filippinierna; samma år besökte 557 147 filippinier Malaysia.

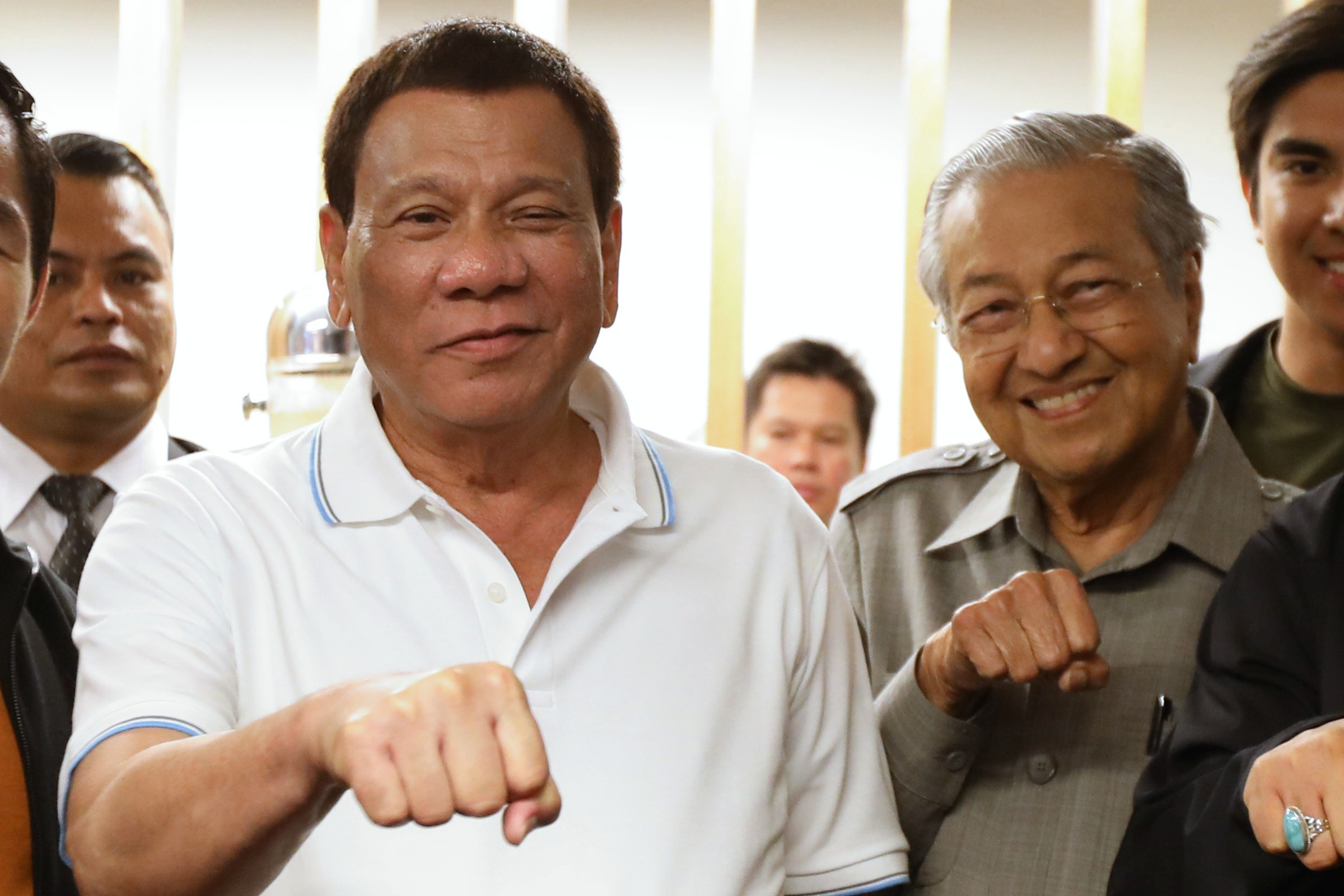
Malaysias premiärminister Mahathir bin Mohamad möter Filippinernas president Rodrigo Duterte 2018.